# Shigri Parbat
Der Shigri Parbat ist ein Berg im Westhimalaya im indischen Bundesstaat Himachal Pradesh.
Der 6526 m hohe Berg liegt im Distrikt Lahaul und Spiti. Er befindet sich in der Himalaya-Hauptkette auf der Nordseite des Bara-Shigri-Gletschers. Dieser entwässert die Nord- und Westflanke des Berges. Die Süd- und Ostflanke liegen dagegen im Einzugsgebiet des Pin, einem rechten Nebenfluss des Spiti-Flusses.
Der Shigri Parbat wurde am 27. August 1961 von einer britischen Bergsteigergruppe über die Nordwestwand und den Westgrat erstbestiegen.